# Creamfields
Creamfields é um festival de música eletrônica que reúne grandes nomes do cenário eletrônico mundial. Sua principal marca é o pioneirismo, sendo o primeiro grande evendo a apresentar em palco principal shows e performances ao vivo. Seguidos anos após sua inauguração, tornou-se o mais importante evento de música eletrônica do mundo. Surgiu em Liverpool (Inglaterra) em 1998, com ideia de oferecer um grande festival reunindo as principais vertentes da música eletrônica em um grande espaço com milhares de jovens e os principais DJ's do mundo.
O festival é realizado anualmente no feriado bancário de Agosto na cidade de Daresbury (Inglaterra), promovido pelo famoso clube Cream, de Liverpool. Atualmente, são realizadas também edições na Andaluzia (Espanha), Punchestown (Irlanda), Buenos Aires (Argentina), Istanbul (Turquia), Cidade do México (México), Praga (República Tcheca), Santiago (Chile) e Florianópolis Brasil. Em 2007 o festival se realizará pela primeira vez em (Peru), Lisboa (Portugal) e Belo Horizonte. Cada edição do evento atrai entre 15 a 50 mil pessoas por edição. O maior público já registrado em uma Creamfields foi na edição de 2005 em Argentina, quando aproximadamente 75 mil pessoas compareceram ao festival.
Atualmente são 180 eventos realizados anualmente entre raves, festas de música eletrônica e festivais.